# Die Spinnerinnen
Die Spinnerinnen (Las Hilanderas) oder auch Die Sage der Arachne (La fábula de Aracné) ist ein Gemälde des spanischen Malers Diego Velázquez. Das zwischen 1644 und 1658 entstandene Gemälde misst 2,89 × 2,20 Meter. Es ist heute im Museo del Prado in Madrid ausgestellt.
Das Bild ist im 18. Jahrhundert an allen vier Seiten durch Anstückungen erweitert worden, die in der aktuellen Präsentation durch eine Blende maskiert werden, so dass jetzt ungefähr wieder die Ausmaße von 1664, als es im Inventar von Don Pedro de Arce mit einem Wert von 500 Dukaten aufgeführt wird, sichtbar sind (2,50 × 1,69 Meter). Durch unsachgemäß durchgeführte Restaurierungen im 18. Jahrhundert, durch Reinigungen und mangelhafte Lagerung hat das Bild stark gelitten. Zwischen 1984 und 1985 wurde es im Museo del Prado restauriert.
Das Bild Die Spinnerinnen, von der Mehrheit der Forscher um 1658 datiert, gehört wie auch Las Meninas (um 1656), zu den beiden letzten großen Gemälden, die Velázquez gemalt hat. Beide entstanden zu einer Zeit, als der Maler stark in seine höfischen Ämter eingebunden war und nur noch wenig malte. Für beide Bilder scheint es keinen Auftraggeber gegeben zu haben. Sie geben sowohl dem unbefangenen Museumsbesucher als auch der wissenschaftlichen Zunft einige Rätsel auf.

## Beschreibung
Auf der linken Bildseite zieht eine junge Frau einen roten Vorhang zur Seite und öffnet den Blick auf eine Bühnenszene, die sich auf zwei gestaffelten Bildebenen entfaltet.
Im Vordergrund sind in einem Werkstattraum vier Frauen mit dem Spinnen von Wolle beschäftigt. Am Spinnrad sitzt eine Frau mit Kopftuch, die routiniert das Rad schnurren lässt und dabei noch Zeit findet, sich der Frau am Vorhang zuzuwenden und mit ihr zu sprechen. In der Mitte kauert eine weitere Frau. Mit einer Hand hält sie einen Wollkamm, mit der Rechten greift sie nach den losen Wollflocken auf dem Boden.
Am rechten Bildrand sind zwei junge Frauen mit der Zubereitung von Wolle beschäftigt, eine wickelt die gesponnenen Fäden von einer Garnwinde auf ein Knäuel, die andere setzt einen Korb auf dem Boden ab, aus dem ein Wollvlies herausquillt. Ein weiteres flockiges Schafsvlies hängt hinter den beiden an der Wand. Zu Füßen der in Weiß und Schwarz gekleideten Frau am Spinnrad kauert eine schwarzweiße Katze.

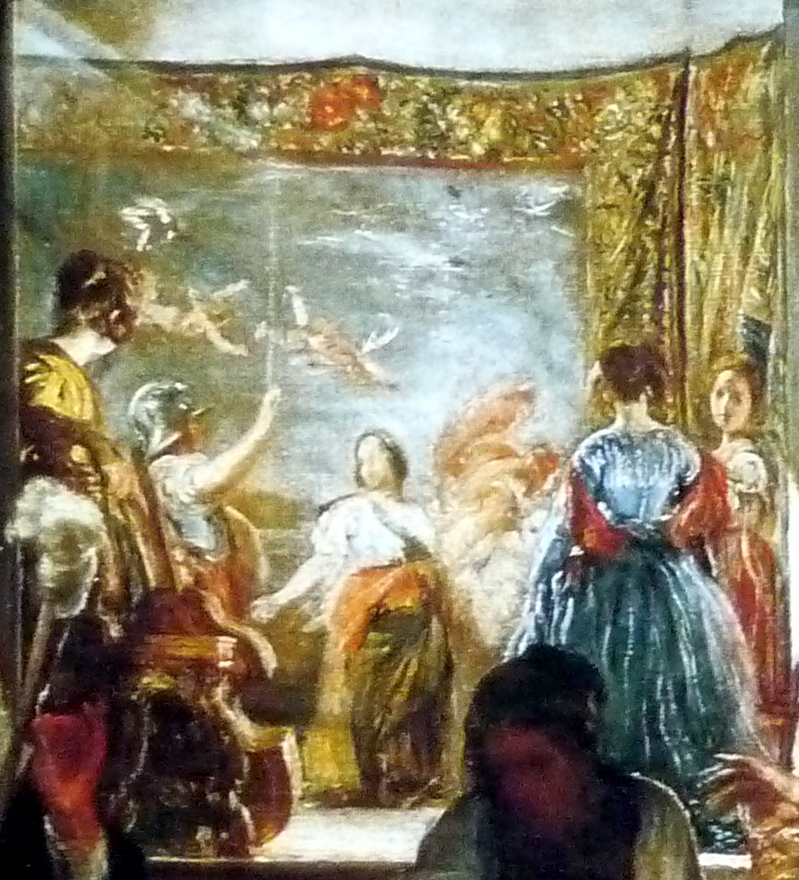
Detail des Bildhintergrundes

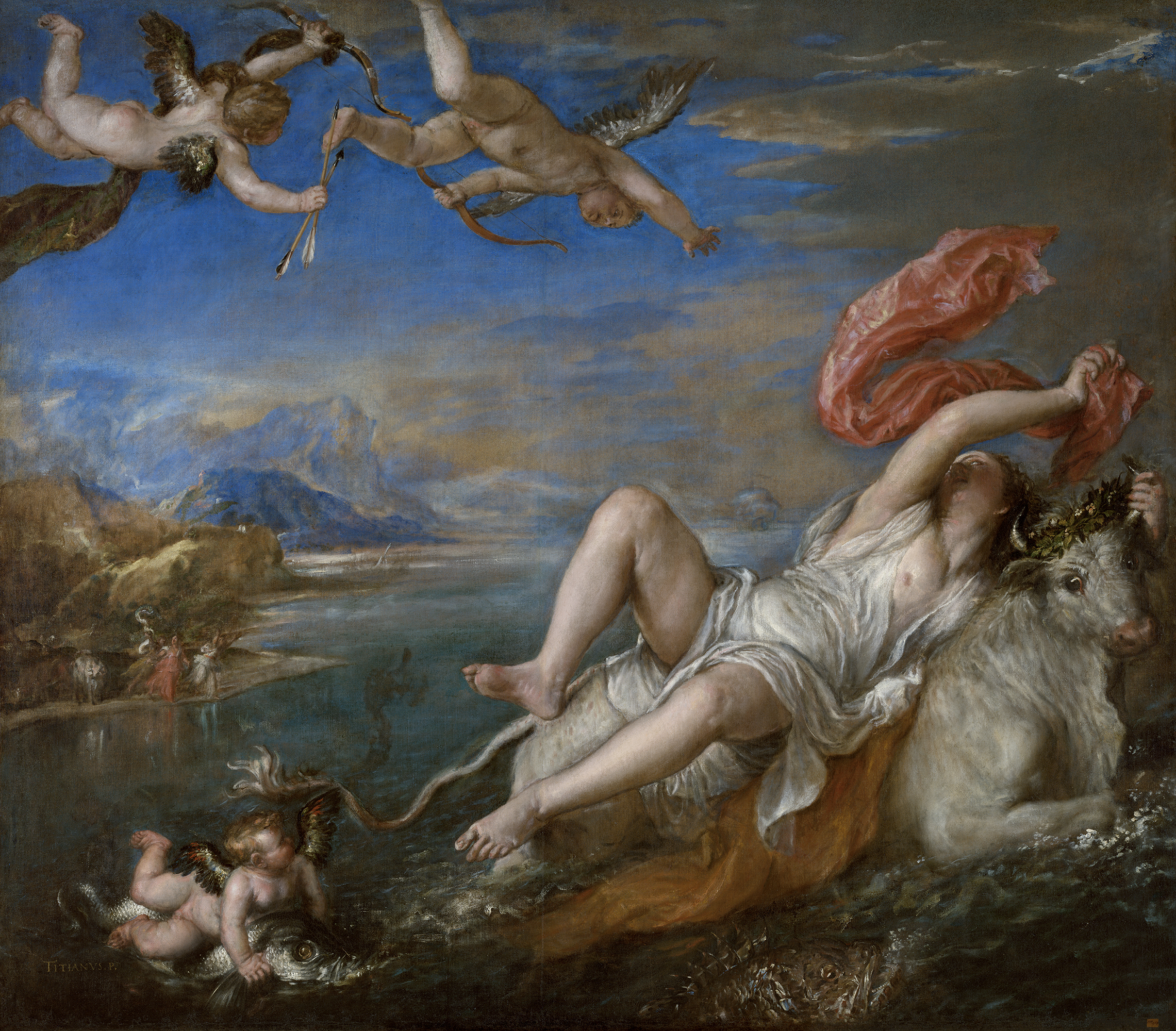
Tizian: Der Raub der Europa, 1562, Öl auf Leinwand, Isabella Stewart Gardner Museum, Boston

Die hintere Szene spielt sich offensichtlich in einer gehobenen Sphäre ab. Zwei Stufen führen zu einem alkovenartigen Raum, dessen Wände mit prächtigen Wandteppichen behängt sind und wo sich fünf weibliche Figuren in einem lockeren Kreis aufgestellt haben. Neben der in Blau gekleideten Dame auf der rechten Bildseite, die dem Betrachter den Rücken zukehrt, steht eine weitere junge Frau, die als einzige der fünf Figuren den Blick auf den Betrachter richtet. Auf der linken Seite steht neben einem Lehnstuhl, neben dem eine Viola da gamba abgestellt ist, eine weitere elegant gekleidete Frau, wie die beiden anderen offenbar Zuhörerin eines Dialogs zwischen der Behelmten und der Person im Zentrum der Szene.
Die theaterhafte Wirkung der Szene wird sowohl durch die elegante und modische Kleidung der Damen betont als auch durch die dramatische Drohgeste der Figur mit dem griechischen Helm hervorgerufen und zusätzlich durch ein gleißend helles Licht, das verdeckt von links einfällt und alle fünf Personen in gleicher Weise erfasst.
Doch schon die seltsame architektonische Anordnung beider Räume gibt einen Hinweis darauf, dass sich hinter dem Werk noch etwas verbirgt: die Legende über das Schicksal der Arachne. Ein Schlüssel dazu ist der Wandteppich, auf dem der Raub der Europa dargestellt ist. Diese Szene war das Thema, das die junge Weberin Arachne gewählt hatte, als sie in einem Wettstreit mit der olympischen Göttin Pallas Athene, Erfinderin der Webkunst, diese in ihrer Kunst übertreffen wollte.
Velázquez, ein großer Bewunderer Tizians, zeigt hier das von Arachne zum Teppich umgearbeitete Bild Tizians: Der Raub der Europa, das sich zu Velázquez’ Zeit im Königlichen Palast in Madrid befand und das dieser gekannt haben wird. Hierin zeigt Tizian Zeus, der als Stier verwandelt Europa umwirbt, die er begehrte. Als diese Zutrauen zu dem zahmen Stier fasste, entführte er sie, was seiner Gattin Hera missfallen musste. Arachne zeigt in ihrem Wandteppich also nicht nur ihre hohe Kunstfertigkeit, sondern verweist auch auf unmoralisches (weil ehebrecherisches und menschenräuberisches) Verhalten der Götter. Damit wiederum musste sie Athene in Erinnerung rufen, selbst eine uneheliche Tochter aus einer Liebschaft Zeus’ mit Metis zu sein.
Bedeutung der Mythologie und der Schönen Künsten
Velázquez lässt die Göttin Athene zwar im Bild triumphieren und im Wettstreit siegen, doch befindet er sich auf Seiten Arachnes. Diese steht stellvertretend für die Bildkünste (hier anhand der Bildwirkerei gezeigt), die zu Lebzeiten Velázquez’ nicht zu den Freien Künsten, den Artes liberales, zählten. Sein Rühmen der Bildteppiche Arachnes ist ein Eintreten des Künstlers für die Wirkungsmacht der Bilder und für eine gesellschaftliche Anerkennung der Bildenden Künste, die er den Freien Künsten dazugesellen möchte.

## Deutungsgeschichte

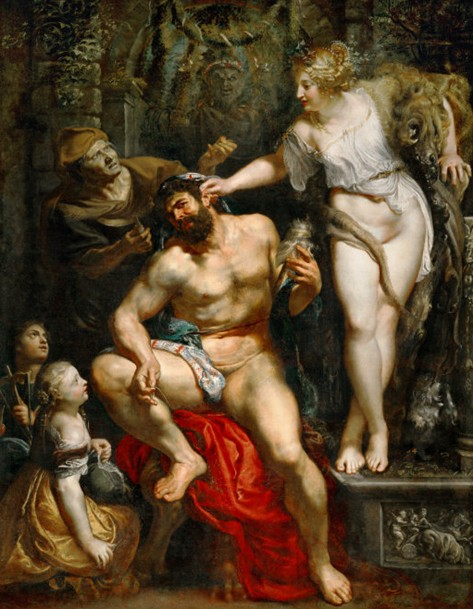
Vorbild für die Spinnerin?
Rubens: Herkules und Omphale

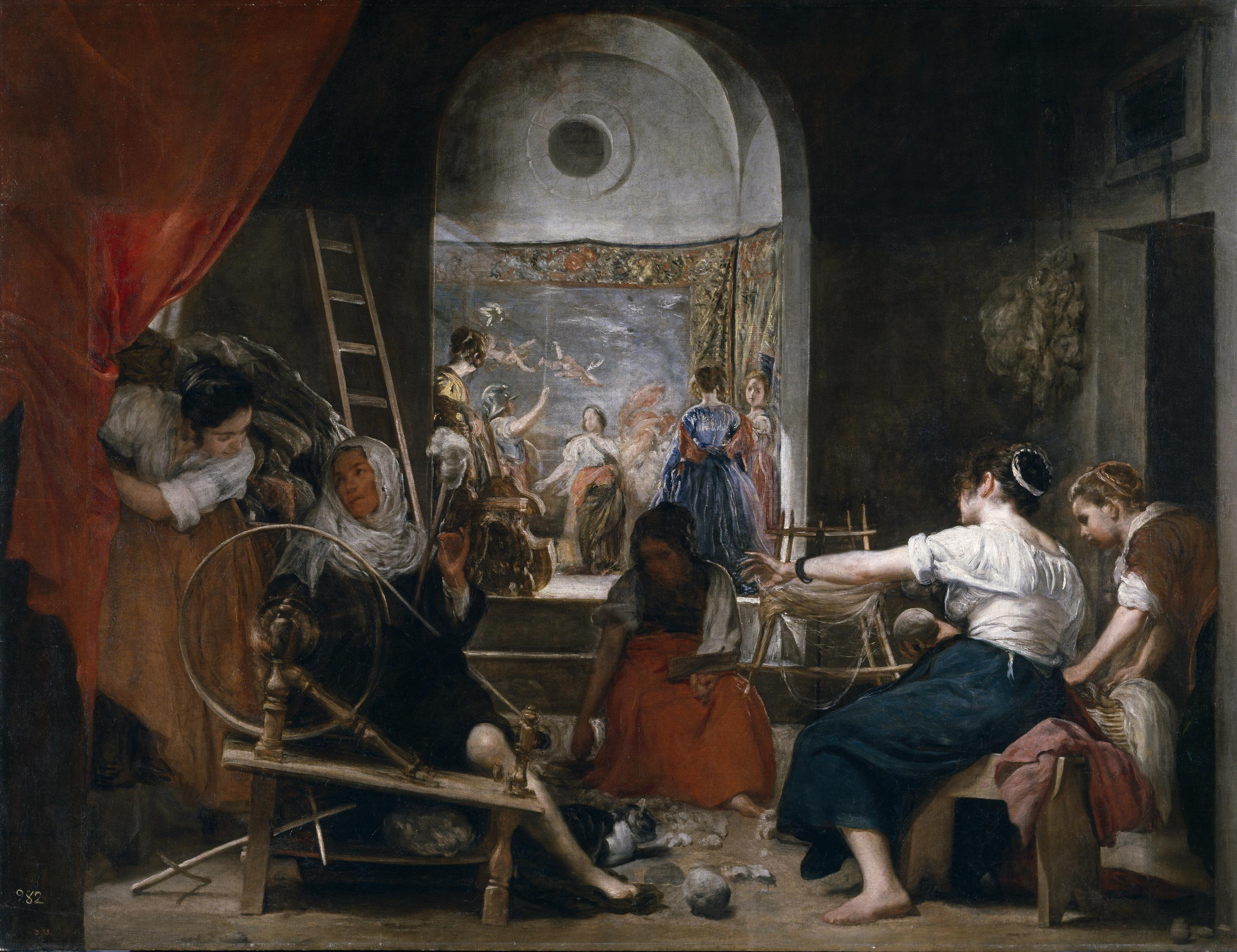
Die Spinnerinnen mit den späteren Anstückungen an den vier Bildrändern

Wie Velázquez’ Bild Las Meninas gehört auch dieses Bild in die Reihe berühmter Bilder der Kunstgeschichte, die sich bisher einer vollständigen und schlüssigen Deutung entzogen haben.
Erster Besitzer des Bildes war der Hof-Oberjäger des Königs, Pedro de Arce, in dessen Inventar von 1664 das Bild unter dem Namen Fabel der Arachne genannt wird. 1711 gelangte es in die Sammlung des Königs, wurde bei dem Palastbrand von 1734 beschädigt, und verlor dabei neben einiger Bildsubstanz offenbar auch seinen alten Titel.
Im Inventar von 1772 des Palacio Real wurde es unter dem Titel Teppichfabrik mit mehreren spinnenden und webenden Frauen geführt. Den heute üblichen Titel Las Hilanderas erhielt das Bild erst von dem spanischen Hofmaler Mengs, gesehen wurde es weiterhin als ein Beispiel der Genremalerei. 1872 richtete sich zum ersten Mal das Interesse eines Kunsthistorikers auf die – vermutete – mythologische Szene im Hintergrund des Bildes. Pedro de Madrazo beschrieb das Bild als Darstellung der königlichen Teppichmanufaktur in der Calle de Santa Isabel mit einer mythologischen Szene im Hintergrund.
Der Bonner Kunsthistoriker und Velázquez-Biograph Carl Justi sponn an einer Geschichte, nach der Velázquez eine Gruppe von Hofdamen in eine königliche Tapisserie-Werkstatt begleitet habe und das „malerische Motiv in den vor ihm sich bewegenden Gruppen“ auf dem Skizzenblock festgehalten habe. Er nannte es eins der „ältesten Arbeiter- und Fabrikstücke“, hielt es aber für ein „rätselhaftes“ Bild, zu dem er keinen Schlüssel gefunden hat.
Seit dem Beginn des 20. Jahrhunderts befasste sich die Wissenschaft vermehrt mit der Entschlüsselung weiterer Deutungsebenen des Gemäldes. Charles Ricketts entdeckte 1903 das Vorbild des Bildteppichs, Tizians Raub der Europa, gemalt für den spanischen König, und heute im Isabella Stewart Gardner Museum in Boston aufbewahrt. Seine Entdeckung hatte jedoch bei der Interpretation keine Folgen.
1927 beschrieb Aby Warburg das Bild als Allegorie der Webkunst und identifizierte zwei Personen des Bildes als Pallas Athene. Warburg fand den zu Grunde liegenden Textbezug in den Metamorphosen des Ovid, aus der sich auch die Deutung des Teppichbildes mit dem Raub der Europa erschließen lässt, denn dies war nach Ovid Thema des ersten von Arachne gewebten Teppichs. Warburgs Entdeckung, die er nur in seinen bis 2002 unveröffentlichten Tagebüchern festgehalten hatte, blieb bis dahin in der Forschung ohne Folgen. Zur gleichen Schlussfolgerung kam allerdings Diego Angulo Iniguez in seinem Buch von 1947.
Charles de Tolnay interpretierte 1949 das Bild als Allegorie der Künste und deutete vier Figuren vor dem Teppich als Allegorien der Bildhauerei, der Malerei, der Architektur und der Musik und ordnete das Gemälde in den Kontext der Artes-liberales-Debatte des 17. Jahrhunderts ein. Andere Kunsthistoriker versuchten sich mit Deutungen der Figuren als römische Lucretia mit ihren Mägden, als Töchter des Minyas oder als Penelope.
Bei allen bisherigen Deutungen dieses „polysemen Bildes“ scheint es immer noch einen Rest von Widersprüchlichkeiten und Fragen zu geben, die noch nicht geklärt werden konnten.